# Megachile parietina
Megachile parietina là một loài Hymenoptera trong họ Megachilidae. Loài này được Geoffroy mô tả khoa học năm 1785.

## Hình ảnh

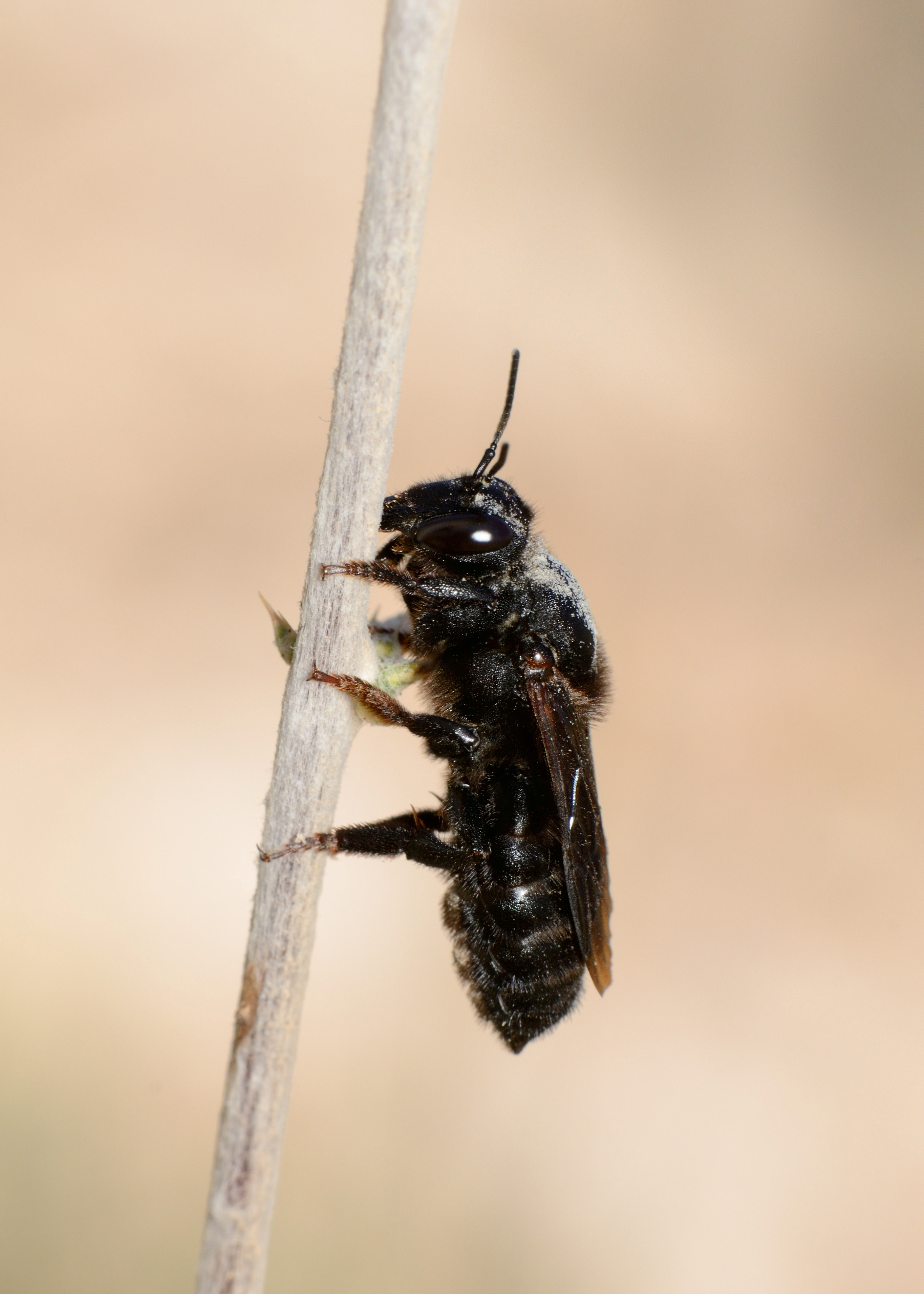
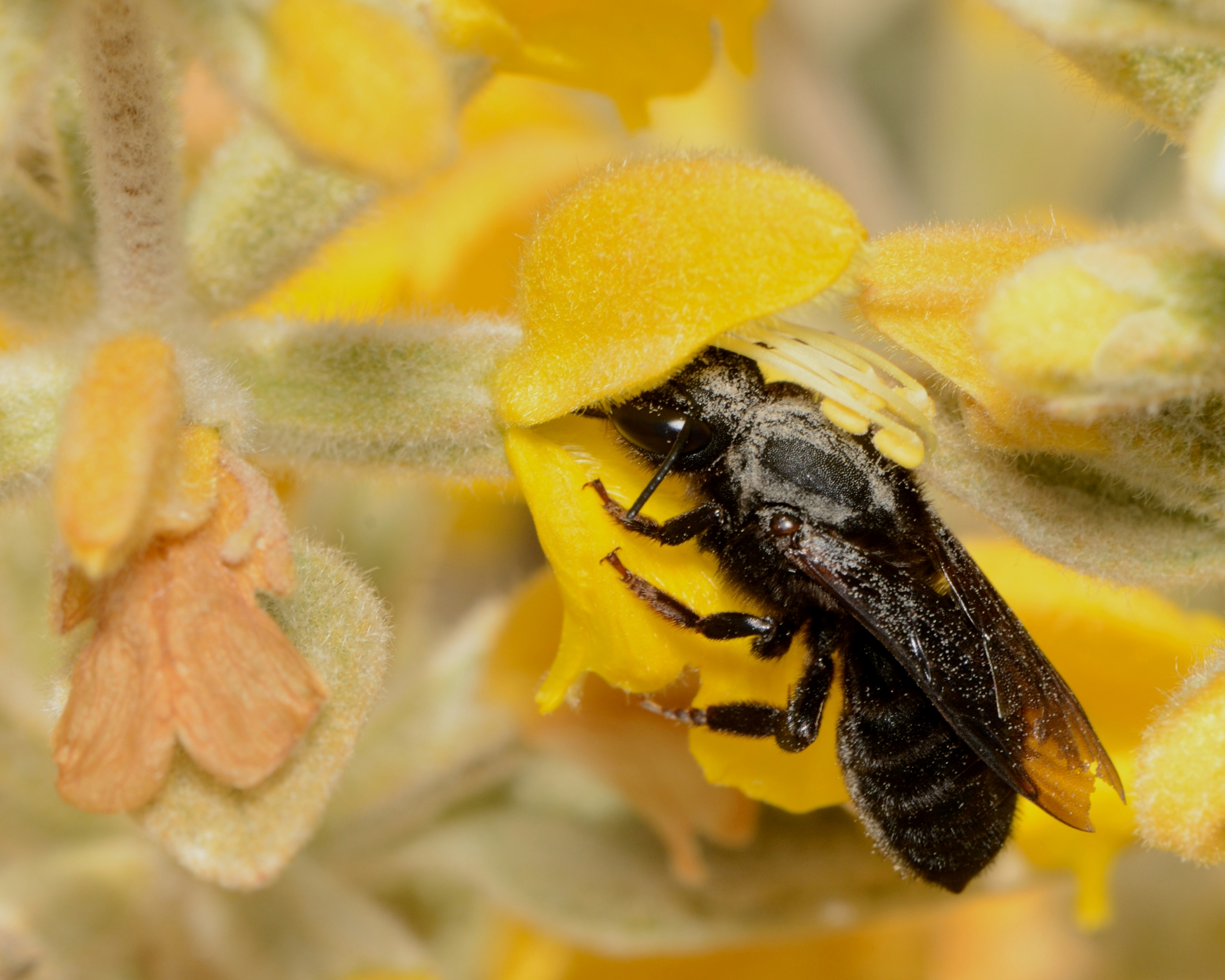
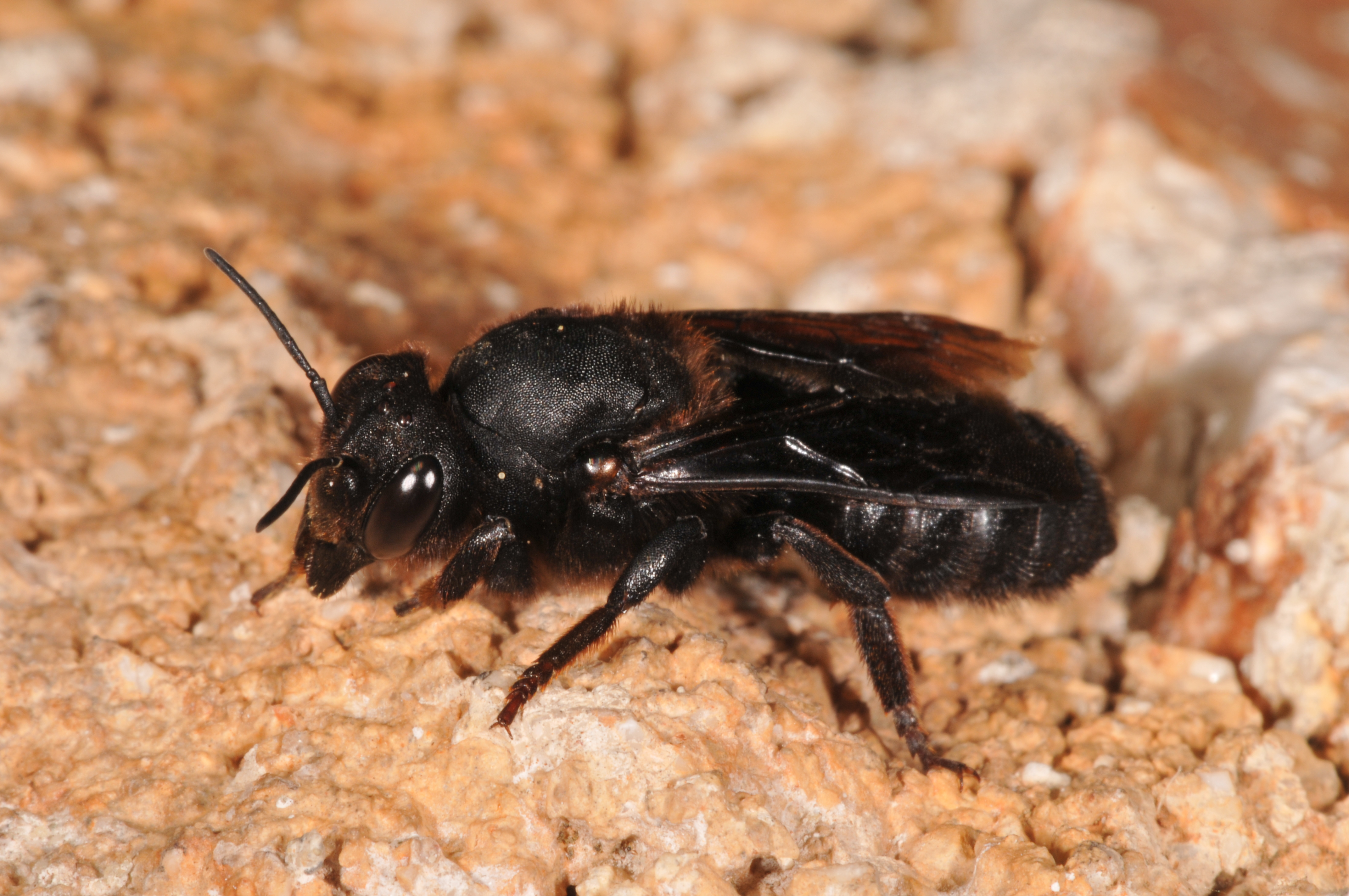
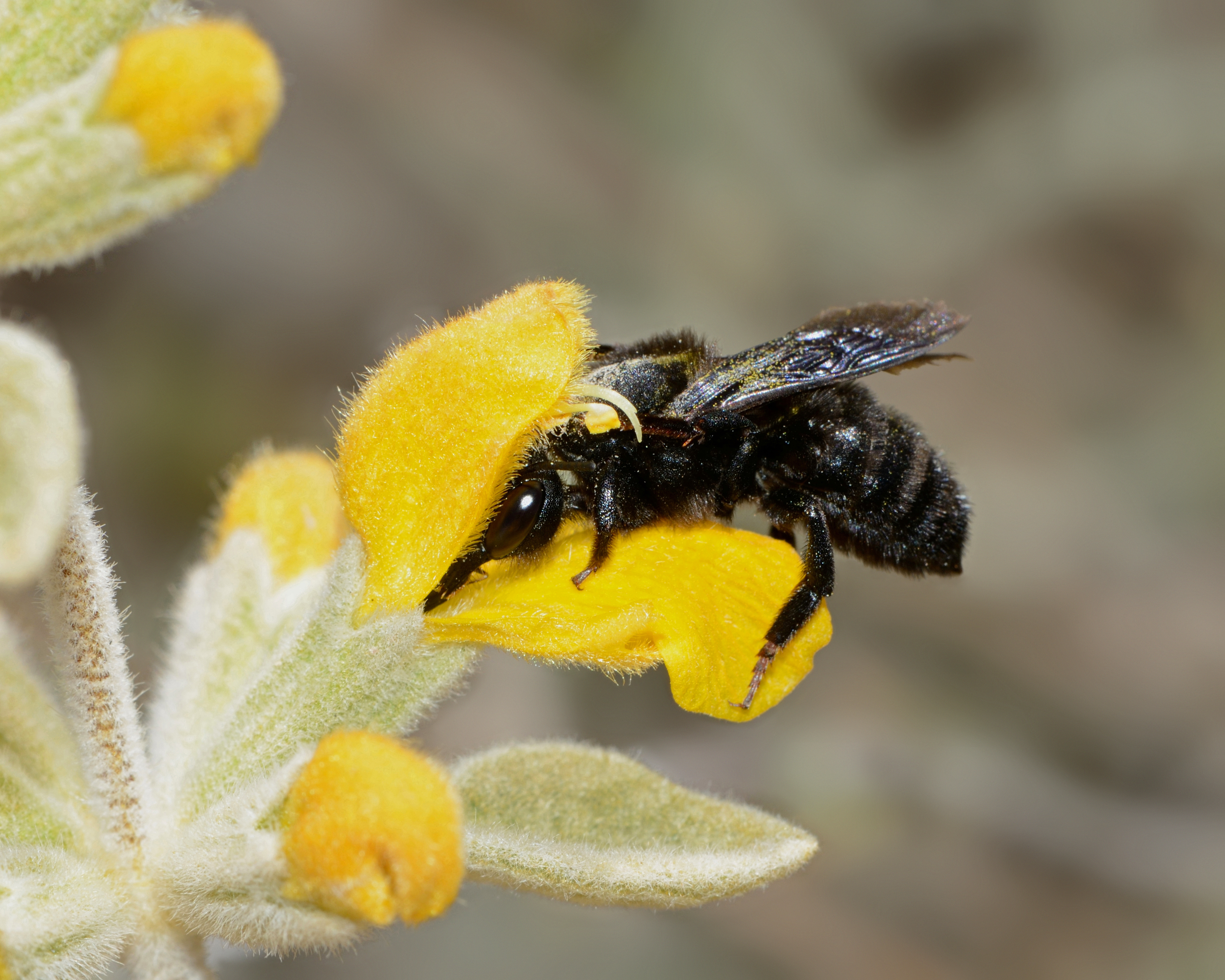